# Lijst van Nederlandse kampioenen triatlon op de middenafstand
Dit is een lijst van Nederlandse kampioenen triatlon op de middenafstand.

## Mannen
2025 in Nieuwkoop
1. Tristan Olij 3:47:08
2. Marijn Markusse 3:56:30
3. Rick Paffen 3:57:55

2024 in Kanne
1. Pim van Diemen 3:49:05
2. Thomas Cremers 3:52:41
3. Sem Kroonen 3:56:53

2023 in Nieuwkoop (Afgelast)
2022 in Nieuwkoop (Afgelast)
2021 in Nieuwkoop (Afgelast vanwege Corona)
2020 in Nieuwkoop (Afgelast vanwege Corona)
2019 in Klazienaveen
1. Sven Strijk 3:55:01
2. Milan Brons 3:57:48
3. Stefan Overmars 4:01:08

2018 in Nieuwkoop
1. Evert Scheltinga 3:57:48
2. Milan Brons 4:00:29
3. Stefan Overmars 4:03:05

2017 in Nieuwkoop
1. Martijn Dekker 3:57:32
2. Diederik Scheltinga 4:01:14
3. Erik-Simon Strijk 4:02:10

2016 in Klazienaveen
1. Mark Oude Bennink 3:50.07
2. Evert Scheltinga 3:53.17
3. Diederik Scheltinga 3:54.48

2015 in Klazienaveen
1. Martijn Dekker 3:52.46
2. Evert Scheltinga 3:54.05
3. Edo van der Meer 3:57.36

2014 in Didam
1. Dirk Wijnalda 3:38.12
2. Diederik Scheltinga 3:39.14
3. Edo van der Meer 3:42.08

2013 in Didam
1. Dirk Wijnalda 3:39:06
2. Bob Martens 3:40:56
3. Diederik Scheltinga 3:41:42

2012 in Nieuwkoop
1. Edo van der Meer 3:42.27
2. Erik-Simon Strijk 3:45.26
3. Dirk Wijnalda 3:50.58

2011 in Didam
1. Bas Diederen 3:30.56
2. Edo van der Meer 3:31.50
3. Bert Flier 3:57.59

2010 in Nieuwkoop
1. Bas Diederen 3:48.42
2. Edo van der Meer 3:50.21
3. Erik-Simon Strijk 3:56.05

2009 in Nieuwkoop
1. Bas Diederen 3:48.02
2. Huib Rost 3:58.42
3. Cees Colijn 4:00.03

2008 in Nieuwkoop
1. Bas Diederen 3:49.26
2. Corne Klein 3:59.54
3. Eddy Lamers 4:00.15

2007 in Nieuwkoop
1. Dennis Looze 3:55.14
2. Eddy Lamers 3:55.29
3. Bas Borreman 3:55.83

2006 in Nieuwkoop
1. Robert van der Werff 3:50.10
2. Guido Gosselink 3:51.18
3. Dave Rost 3:52.46

2005 in Nieuwkoop
1. Casper van den Burgh 3:49.42
2. Paul Verkleij 3:52.29
3. Robert van der Werff 3:53.48

2004 in Nieuwkoop
1. Guido Gosselink 3:49.40
2. Robert van der Werff 3:55.59
3. Rob Barel 3:56.52

2003 in Nieuwkoop
1. Casper van den Burgh 3:51.10
2. Rob Barel 3:56.15
3. Vincent Bruins 3:56.26

2002 in Nieuwkoop
1. Casper van den Burgh 3:55.58
2. Guido Gosselink 4:02.01
3. Vincent Bruins 4:05.59

2001 in Nieuwkoop
1. Casper van den Burgh 3:56.07
2. Vincent Bruins 3:59.02
3. Machiel Ittmann 4:06.04

2000 in Nieuwkoop
- Afgelast

1999 in Stein
1. Dennis Looze 4:03.53
2. Floris Jan Koole 4:08.22
3. Eric van der Linden 4:10.12

1998 in Stein
1. Jan van der Marel 4:07.03
2. Guido Savelkoul 4:07.23
3. Luc Huntjens 4:07.51

Eerder geen gegevens beschikbaar

## Vrouwen
2025 in Nieuwkoop
1. Els Visser 4:12:45
2. Babette Rosman 4:16:27
3. Eva Cornelisse 4:23:13

2024 in Kanne
1. Marlene de Boer 4:14:27
2. Sarissa de Vries 4:19:51
3. Dieuwertje Bax 4:22:52

2023 in Nieuwkoop (Afgelast)
2022 in Nieuwkoop (Afgelast)
2021 in Nieuwkoop (Afgelast vanwege corona)
2020 in Nieuwkoop (Afgelast vanwege corona)
2019 in Klazienaveen
1. Yvonne van Vlerken 4:19:46
2. Miriam van Reijen 4:23:43
3. Tessa Kortekaas 4:24:38

2018 in Nieuwkoop
1. Marleen Honkoop 4:26:22
2. Els Visser 4:30:29
3. Jorieke Casteleijn 4:33:06

2017 in Nieuwkoop
1. Sarissa de Vries 4:25:22
2. Marleen Honkoop 4:32:02
3. Sandra Wassink-Hitzert 4:39:11

2016 in Klazienaveen
1. Sarissa de Vries 4:20.13
2. Tineke van den Berg 4:26.17
3. Andrea Jochems 4:32.45

2015 in Klazienaveen
1. Rahel Bellinga 4:23.47
2. Sandra Wassink  4:27.37
3. Sarissa de Vries 4:30.00

2014 in Didam
1. Sione Jongstra 4:03.35
2. Sandra Wassink 4:03.36
3. Hanneke de Boer 4:06.39

2013 in Didam
1. Hanneke de Boer 4:05:18
2. Sandra Wassink 4:08:46
3. Cora Vlot 4:08:52

2012 in Nieuwkoop
1. Mirjam Weerd 4:06.53
2. Monique Burger 4:18.42
3. Carla van Rooijen 4:25.29

2011 in Didam
1. Mirjam Weerd 3:54.58
2. Heleen bij de Vaate 4:02.42
3. Cora Vlot 4:08.15

2010 in Nieuwkoop
1. Mirjam Weerd 4:23.25
2. Heleen bij de Vaate 4:25.49
3. Cora Vlot 4:34.51

2009 in Nieuwkoop
1. Mirjam Weerd 4:17.26
2. Mariska Kramer 4:26.26
3. Cora Vlot 4:26.27

2008 in Nieuwkoop
1. Ingrid van Lubek 4:17.31
2. Mirjam Weerd 4:17.57
3. Cora Vlot 4:20.09

2007 in Nieuwkoop
1. Yvonne van Vlerken 4:11.57
2. Michelle Fangmann 4:22.48
3. Mirjam Weerd 4:31.39

2006 in Nieuwkoop
1. Sione Jongstra 4:17.38
2. Cora Vlot 4:24.24
3. Michelle Fangmann 4:26.37

2005 in Nieuwkoop
1. Sione Jongstra 4:13.47
2. Cora Vlot 4:18.57
3. Bianca van Dijk 4:22.36

2004 in Nieuwkoop
1. Sione Jongstra 4:16.12
2. Ingrid van Lubek 4:23.24
3. Cora Vlot 4:24.10

2003 in Nieuwkoop
1. Cora Vlot 4:26.50
2. Yvonne van Vlerken 4:29.11
3. Mariska Kramer 4:30.16

2002 in Nieuwkoop
1. Sione Jongstra 4:25.37
2. Bianca van Dijk 4:35.38
3. Marijke Zeekant 4:43.30

2001 in Nieuwkoop
1. Bianca van Dijk 4:22.35
2. Sione Jongstra 4:33.25
3. Heleen bij de Vaate 4:48.04

2000 in Nieuwkoop
- Afgelast

1999 in Stein
1. Irma Heeren 4:30.24
2. Mariska Postma 4:39.39
3. Edith Gerards 5:02.37

1998 in Stein
1. Marijke Zeekant 4:45.27
2. Jacqueline van Vliet 4:48.00
3. Mariska Postma 4:49.17

Eerder geen gegevens beschikbaar